# Haubenkapuzineraffe
Der Haubenkapuzineraffe (Sapajus apella), auch Gehaubter Kapuziner oder Haubenkapuziner genannt, ist eine Primatenart aus der Familie der Kapuzinerartigen innerhalb der Neuweltaffen. Das Verbreitungsgebiet der Affen reicht von der Nordostküste Südamerikas über das Amazonasbecken bis zu den östlichen Andenabhängen und gehört damit zu den ausgedehntesten Verbreitungsgebieten aller südamerikanischen Affen.

## Merkmale

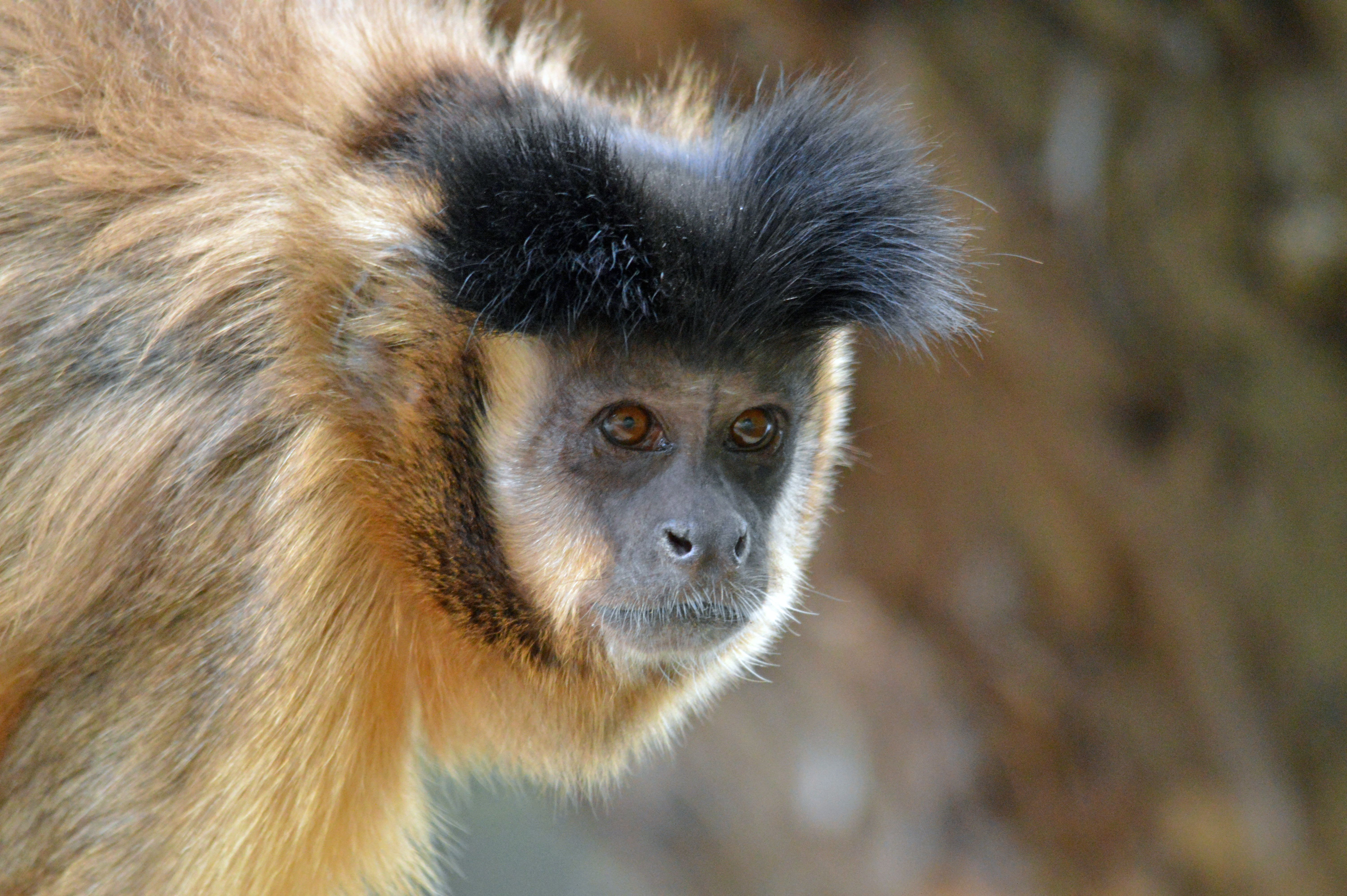
Haubenkapuzineraffe mit gut ausgeprägten Haarschöpfen

Haubenkapuzineraffen sind große, stämmig gebaute Kapuzineraffen mit breiten Köpfen, flachen Gesichtern und relativ kurzen Armen und Beinen. Sie erreichen eine Kopf-Rumpf-Länge von 37,5 bis 46 Zentimetern und eine Schwanzlänge von 38 bis 49 Zentimetern. Mit einem Gewicht von 2,3 bis 4,8 Kilogramm sind Männchen deutlich schwerer als Weibchen, die ein Gewicht von 1,3 bis 4,8 Kilogramm erreichen. Das Fell ist relativ lang, etwas gewellt. Die Färbung der Art ist abhängig von der Region sehr variabel. Auf dem Rücken ist sie gelbbraun, graubraun oder dunkelbraun gefärbt. Die Bauchseite ist gelblich oder rötlichbraun. Die Arme, die Beine und der Schwanz sind dunkler gefärbt als der Rumpf und oft mehr oder weniger schwärzlich. Das Gesicht ist hellgrau oder graubraun, die Oberseite des Kopfes ist schwarz. Über den Ohren ist oft je ein schwärzlicher Haarschopf vorhanden, dem die Tiere ihren Namen verdanken. Diese können jedoch auch kaum oder überhaupt nicht ausgebildet sein. Auffällig sind die schwarzen Wangenstreifen auf beiden Kopfseiten, die sich oft am Kinn vereinen. Die auf der venezolanischen Isla Margarita vorkommende Unterart Sapajus apella margaritae ist dunkler als die Tiere vom Festland.
Im westlichen Amazonasbecken kommen drei Farbmorphen des Haubenkapuzineraffen vor, die sich vom äußeren Erscheinungsbild her relativ deutlich von dem im östlichen Amazonasgebiet lebenden Haubenkapuzinern unterscheiden und die einige Zeit lang als eigenständige Art (Großkopf-Kapuzineraffe) klassifiziert wurden. Die kolumbianische Morphe ist auf dem Rücken hellbraun und hat eine rötliche Bauchseite. Die peruanische ist kastanienbraun, mehr rötlich an den Körperseiten und gelb-braun auf der Bauchseite. Schwanz, Beine und gelegentlich auch die Unterarme sind schwarz. In Brasilien sind die Affen rotbraun auf dem Rücken, die Kehle und die Brust sind schwarz oder rötlich. Gliedmaßen und Schwanz sind dunkelbraun oder schwarz. Alle besitzen einen auffälligen dunklen Rückenstreifen. Die hornartigen, schwärzlichen Haarbüschel auf dem Kopf ausgewachsene Exemplare verflachen mit zunehmendem Alter wieder. Ein auffälliger Geschlechtsdimorphismus besteht nicht.

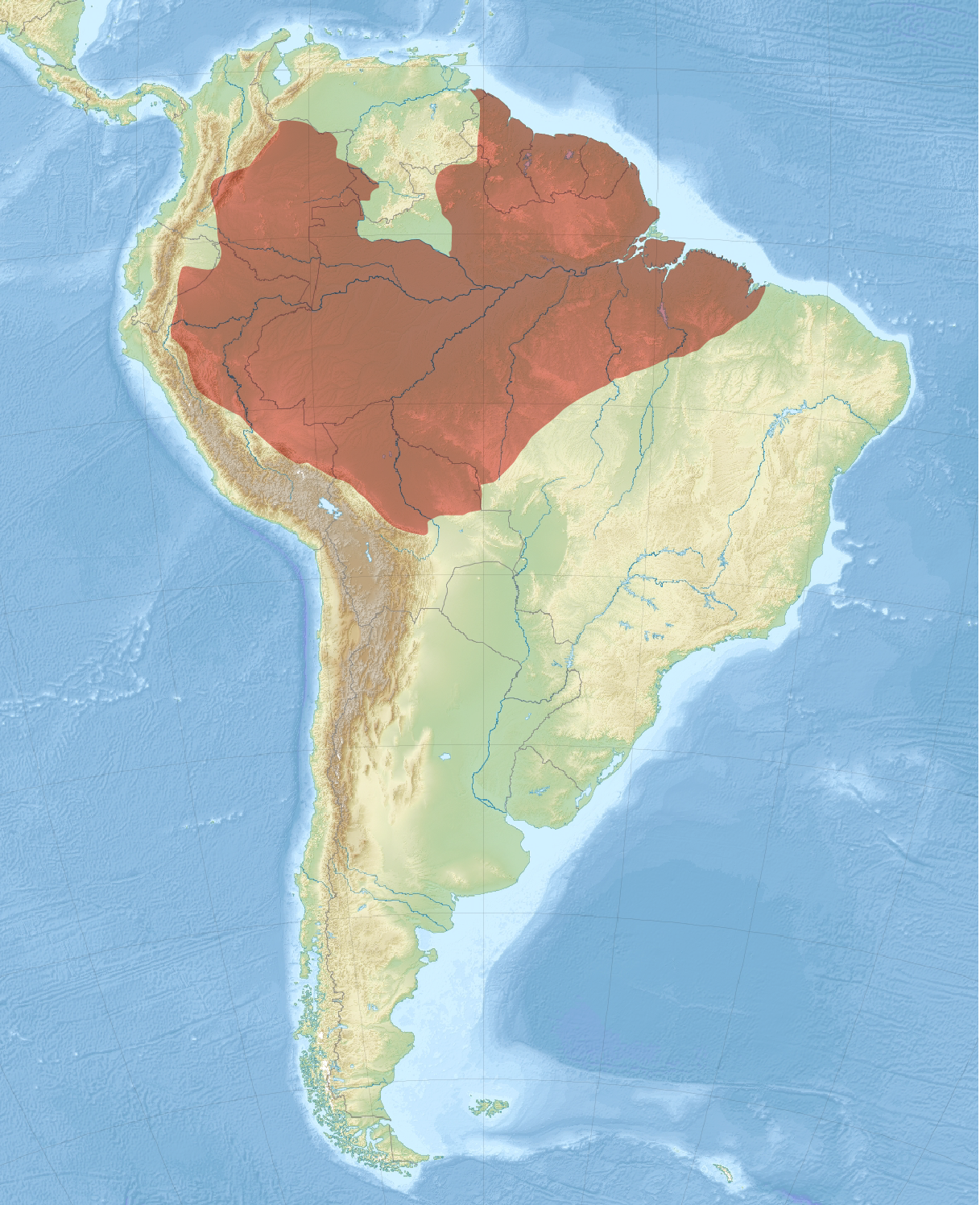
Das Verbreitungsgebiet des Haubenkapuzineraffen

## Verbreitung und Lebensraum
Haubenkapuzineraffen sind im nördlichen Südamerika, vor allem im Amazonasbecken, beheimatet. Ihr Verbreitungsgebiet umfasst den südlichen, westlich der Anden gelegenen Teil Kolumbiens, die amazonischen Tiefländer von Peru, das nördliche Bolivien, weite Teile des nördlichen und mittleren Brasiliens, Guyana, Suriname und Französisch-Guayana sowie kleine Randgebiete in Ecuador und Venezuela. Die Nordgrenze des Verbreitungsgebietes bildet das Südufer des Río Meta, eines Grenzflusses zwischen Kolumbien und Venezuela, die Westgrenze sind die Anden, im Süden kommen die Affen bis zum Oberlauf des Río Beni in Bolivien vor. In Kolumbien gibt es noch ein isoliertes Vorkommen im Departamento del Huila am Oberlauf des Río Magdalena. Eine weitere kleine, isolierte Population lebt auf der venezolanischen Isla Margarita, die von den nächsten Beständen rund 800 Kilometer entfernt ist.
Lebensraum dieser Art sind Wälder, wobei sie anpassungsfähig sind und in zahlreichen Waldtypen leben können, von Regenwäldern bis zu Bergwäldern, Mangrovenwäldern, mit Palmen bestandene Sümpfe, in den brasilianischen Bundesstaaten Amapá und Roraima auch in isolierten Waldinseln in Savannen und im äußersten Norden ihres Verbreitungsgebietes in den Galeriewäldern der Llanos. In Peru kommt er am Osthang der Anden bis in Höhen von 1800 Metern vor, in Kolumbien sind es 1300 Meter. Die kleine Population in Huila lebt 2700 Meter hoch.

## Lebensweise und Ernährung

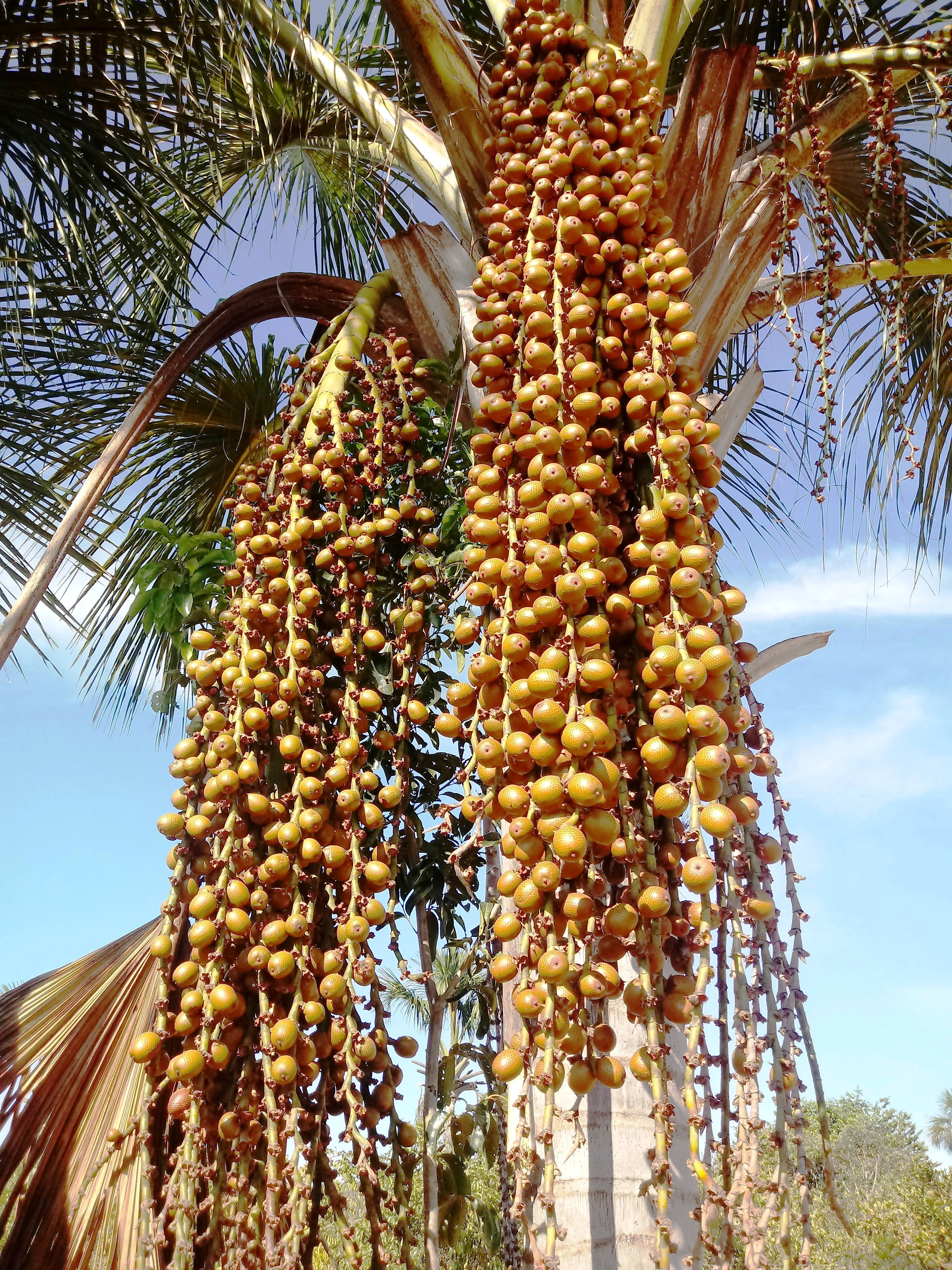
Fruchtstand der Buriti-Palme

Haubenkapuzineraffen sind tagaktive Baumbewohner, im Geäst bewegen sie sich vor allem vierbeinig fort. Der Schwanz ist greiffähig und wird vorwiegend bei der Nahrungsaufnahme oder beim Hinunterklettern eingesetzt.
Sie leben in Gruppen von 10 bis 20 Tieren, die aus mehreren Männchen und Weibchen und dem gemeinsamen Nachwuchs bestehen. Beide Geschlechter entwickeln eine Rangordnung, dem dominanten Weibchen sind mit Ausnahme des Alpha-Männchens auch alle anderen Männchen untergeordnet. Die Rangordnung kommt unter anderem in Zugang zu Nahrungsressourcen und in Vorrechten bei der Fortpflanzung zum Tragen.
Die Nahrung dieser Primaten ist flexibel und abhängig vom Lebensraum und der Jahreszeit. Wichtigste Nahrungsbestandteile sind Früchte, Samen, Insekten, Blätter, Knospen, Mark, die fleischigen Blattbasen der Bromelien, Blüten und Nektar. Pflanzliche Nahrung macht über 80 % aus, an tierischer Kost nehmen sie neben Insekten, Spinnen, Tausendfüßlern und Schnecken manchmal auch kleine Wirbeltiere (Frösche, Echsen oder Vögel) und Vogeleier zu sich. Eine kleine Gruppe aus der Nähe von Manaus mit 9 bis 14 Exemplaren wurde hinsichtlich ihrer Nahrung intensiv studiert. Sie ernährte sich vor allem von Palmensamen, die im Juli, während der frühen Trockenzeit, bis zu 52 % ihrer Nahrung ausmachten. Dabei wurden vor allem die Früchte der Buriti-Palme sowie von Astrocaryum munubaca, Attalea maripa, Oenocarpus bataua und Syagrus inajai verspeist. Eine Gruppe im peruanischen Nationalpark Manú verbrachte den größten Teil des Tages (ca. 50 %) mit der Suche nach tierischer Nahrung. Die Aufnahme von pflanzlicher Nahrung nahm 16 % ihrer Zeit in Anspruch, vor allem am frühen Morgen und während des Nachmittags. Zur Mittagszeit legten sie eine etwa eine halbe bis eine volle Stunde dauernde Ruhepause ein.
Beutegreifer, die dem Haubenkapuziner gefährlich werden können, sind vor allem größer werdende Katzenarten und größere Greifvögel.

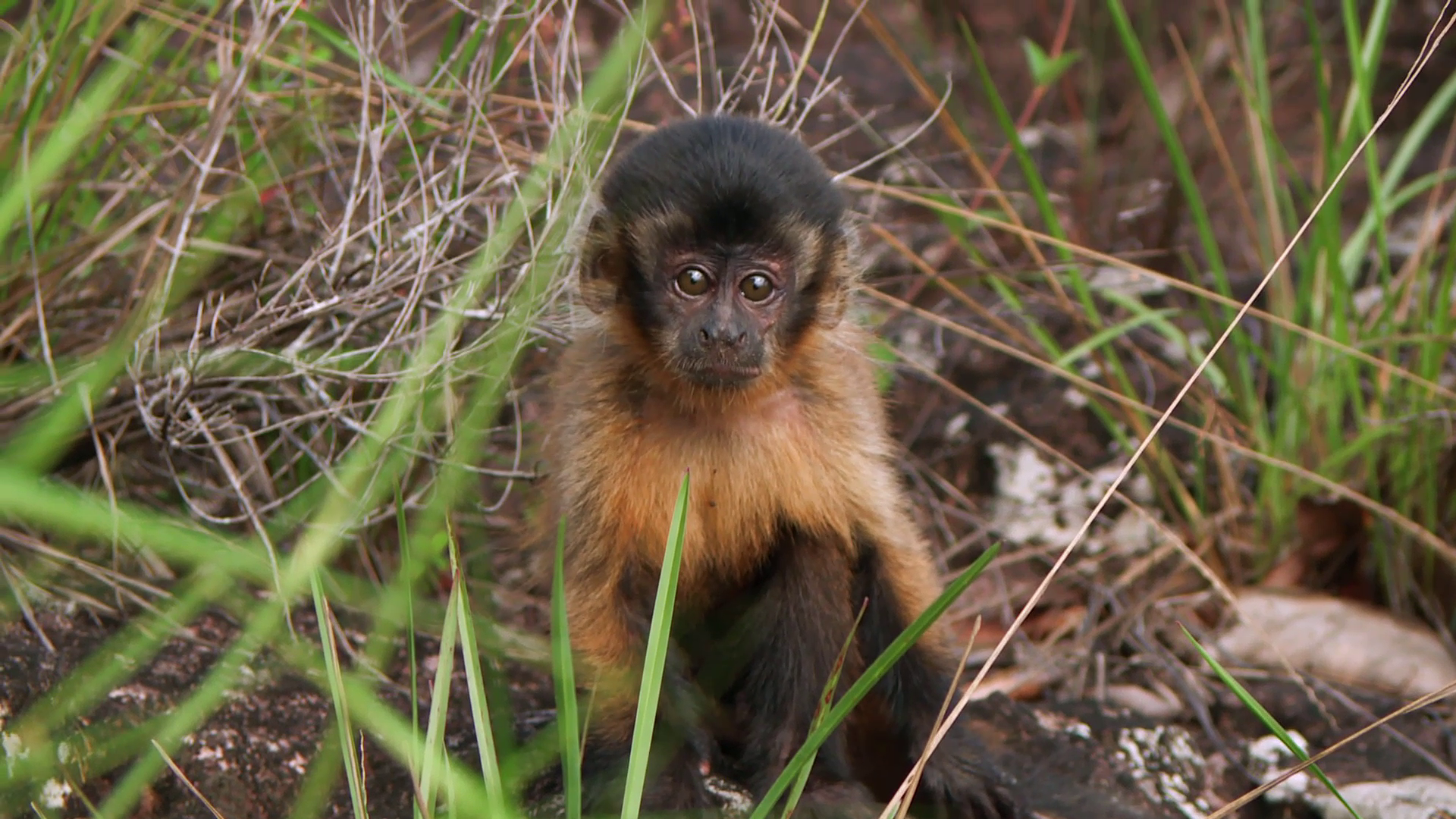
Junger Haubenkapuzier in Kolumbien

## Fortpflanzung
Der Impuls zur Paarung geht vom Weibchen aus, das sich seinen Partner grundsätzlich aussuchen kann. Die meisten Jungtiere werden aber vom dominanten Männchen gezeugt. Nach einer rund fünfmonatigen Tragzeit bringt das Weibchen meist ein einzelnes, rund 210 Gramm schweres Jungtier zur Welt. Nicht nur die Mutter, sondern auch andere Gruppenmitglieder kümmern sich um es. Nach über einem Jahr wird es entwöhnt, die Geschlechtsreife tritt nach rund vier bis fünf Jahren ein.

## Systematik
Als Autor der ersten wissenschaftlichen Beschreibung des Haubenkapuzineraffen gilt der schwedische Naturforscher Carl von Linné, der der Affenart 1758 in seinem Werk Systema Naturae die Bezeichnung Simia apella gab. Später wurde er der Gattung Cebus zugeordnet, die 1777 durch den deutschen Gelehrten Johann Christian Polycarp Erxleben eingeführt wurde, und seit 2012 gehört er zur Gattung Sapajus, die schon 1792 durch den Robert Kerr aufgestellt wurde. Sapajus apella ist die Typusart der Gattung Sapajus, die außer S. apella gegenwärtig sechs weitere, teilweise schwierig voneinander abzugrenzende Arten umfasst. Molekulargenetisch lassen sich eindeutig die im Südosten Brasiliens vorkommenden Arten Schwarzer Kapuziner (S. nigritus), Schopfkapuzineraffe (S. robustus) und Gelbbrust-Kapuziner (S. xanthosternos) vom Haubenkapuzineraffen unterscheiden. Die übrigen bilden zusammen eine einzige, weitverzweigte Klade, die in den brasilianischen Waldsavannen und im Amazonasgebiet vorkommt. Innerhalb dieser Klade werden der Rückenstreifen-Kapuziner (S. libidinosus) und der Azara-Kapuzineraffe (S. cay) noch als eigenständige, vom Haubenkapuzineraffen verschiedene Arten anerkannt, während der im westlichen Amazonasgebiet lebende Großkopf-Kapuzineraffe (S. macrocephalus) heute als Synonym bzw. als Morphe des Haubenkapuziners gilt.
Neben der auf dem südamerikanischen Festland lebenden Nominatform (Sapajus apella apella) wird eine Unterart anerkannt, Sapajus apella margaritae, die in den Bergen der venezolanischen Isla Margarita vorkommt.
Synonyme sind: Simia apella, Cebus apella, Cebus fatuellus tocantinus und Sapajus macrocephalus.

## Gefährdung
Haubenkapuzineraffen werden wegen ihres Fleisches bejagt, besonders intensiv in Regionen, in denen die größeren Klammeraffen und Wollaffen ausgerottet worden sind. Aufgrund ihrer Anpassungsfähigkeit und ihres großen Verbreitungsgebietes zählen sie aber nicht zu den bedrohten Arten. Sie kommen auch in zahlreichen Schutzgebieten vor, in Kolumbien z. B. im La-Paya-Nationalpark, in Guyana im Kaieteur National Park, in Peru in den Nationalparks Manú und Tingo María, in Ecuador im Nationalpark Yasuní, in Brasilien im Nationalpark Tumucumaque und in Bolivien in den Nationalparks Amboró, Carrasco, Isiboro-Secure, Madidi und Noel Kempff Mercado. Besonderes Augenmerk verlangt die Unterart auf der Isla Margarita (Sapajus apella margaritae). Deren Gesamtbestand wird auf nur 200 Exemplare geschätzt, die IUCN listet sie als vom Aussterben bedroht (critically endangered).